# Ghutku
Ghutku es una localidad de la India situada en el distrito de Bilaspur, en el estado de Chhattisgarh. Según el censo de 2011, tiene una población de 8835 habitantes.